# Хмелёв, Владимир Николаевич
Владимир Николаевич Хмелёв (род. 9 мая 1957) — российский физик-акустик, изобретатель, доктор технических наук, профессор, Заслуженный изобретатель Российской Федерации, заместитель директора по научной работе Бийского технологического института Алтайского государственного технического университета.

## Биография
В 1979 году окончил Новосибирский университет, в 1980—1982 служил в рядах Советской Армии.
В 1982—1994 — инженер, затем научный сотрудник, начальник лаборатории НПО «Алтай».
В 1990 году защитил кандидатскую диссертацию по специальности «Методы контроля и диагностика в машиностроении».
В 1993 году был приглашён в Бийский технологический институт для организации лаборатории акустических процессов и аппаратов. В этом же году начал преподавательскую деятельность в должности доцента кафедры физики, с 1994 года — доцента кафедры «Методы и средства измерений и автоматизации».
С ноября 1996 по ноябрь 2008 — декан факультета информационных технологий, автоматизации и управления и профессор кафедры «Методы и средства измерений и автоматизации».
С 2001 — член IEEE, с 2004 — Senior Member IEEE. Принимал участие в научно-технических конференциях, проводимых под эгидой IEEE.
В 2007 защитил докторскую диссертацию по специальностям «Информационно-измерительные и управляющие системы» и «Процессы и аппараты химических технологий».
С 2008 — заместитель директора по научной работе Бийского технологического института.
С 2005 руководитель ООО «Центр ультразвуковых технологий»

## Научная деятельность
Область научных интересов — ультразвуковая техника и технологии; применение ультразвуковых колебаний высокой интенсивности для интенсификации технологических процессов и изменения свойств веществ; применение ультразвуковых колебаний низкой интенсивности для измерения параметров сред.
Под руководством В. Н. Хмелёва созданы:
- серии многофункциональных ультразвуковых технологических аппаратов,
- более 20 аппаратов для производства изделий из композиционных полимерных материалов,
- более 120 специализированных ультразвуковых станков для обработки хрупких материалов,
- сотни специализированных аппаратов для интенсификации различных технологических процессов (фильтрации, экстракции, резки полимеров, мойки, очистки автомобильных форсунок, распыления).

Автор более 1000 научных публикаций, более 100 авторских свидетельств и патентов, (в том числе 10 зарубежных и 2 международных (РСТ)), тринадцати монографий, более 400 разработок различных ультразвуковых аппаратов и технологий.
Руководитель исследований и разработок по созданию новых ультразвуковых технологических аппаратов для промышленности, медицины и сельского хозяйства. Подготовил 12 кандидатов и одного доктора наук.

## Преподавательская деятельность
В. Н. Хмелёвым разработаны и читаются курсы по следующим дисциплинам:
1. Введение в специальность
2. Электроника в приборостроении
3. Электроника и микропроцессорная техника
4. Применение ультразвука в технике
5. Электротехнические материалы.

## Избранные труды
Источник — электронные каталоги РНБ
- Хмелев В. Н. Электроника в приборостроении: Конспект лекций: Метод. пособие по курсам «Электроника в приборостроении», «Электроника и микропроцессорная техника» для студентов специальностей: 19900 «Информационно-измерительная техника и технологии» и 552900 «Технология, оборудование и автоматизация машиностроительных производств». — Барнаул: Изд-во Алт. гос. техн. ун-та, 1999. — ISBN 5-7568-0192-8.
- Хмелев В. Н., Барсуков Р. В., Цыганок С. Н. Ультразвуковая размерная обработка материалов. — Барнаул: Изд-во АлтГТУ, 1999. — 119 с. — ISBN 5-7568-0199-5.
- Хмелев В. Н., Левин С. В. Электроника в приборостроении: курс лекций: для студентов специальностей 200106 «Информационно-измерительная техника и технологии», 230201 «Информационные системы и технологии». — Бийск: Изд-во Алтайского гос. технич. ун-та, 2009. — 127 с. — ISBN 978-5-9257-0152-2.
- Хмелев В. Н., Леонов Г. В., Барсуков Р. В. Ультразвуковые многофункциональные и специализированные аппараты для интенсификации технологических процессов в промышленности, сельском и домашнем хозяйстве. — Барнаул: Алт. гос. техн. ун-т, 2007. — 399 с. — ISBN 978-5-9257-0104-1.
- Хмелев В. Н., Попова О. В. Многофункциональные ультразвуковые аппараты и их применение в условиях малых производств, сельском и домашнем хозяйстве. — Барнаул: Изд-во АлтГТУ, 1997. — 168 с. — ISBN 5-7568-0078-6.
- Хмелев В. Н., Сливин А. Н., Барсуков Р. В. Применение ультразвука в промышленности. — Бийск: БТИ АлтГТУ, 2010. — 1 электрон. опт. диск (CD-ROM).
- Хмелев В. Н., Сливин А. Н., Барсуков Р. В. Применение ультразвука высокой интенсивности в промышленности: курс лекций для студентов специальностей 240901 «Биотехнология», 240706 «Автоматизированное производство химических предприятий», 240701 «Химическая технология органических соединений азота», 240702 «Химическая технология полимерных композиций, порохов и твердых ракетных топлив», 260601 «Машины и аппараты пищевых производств». — Бийск: Изд-во Алтайского гос. технич. ун-та, 2010. — 195 с. — ISBN 978-5-9257-0187-4.
- Хмелев В. Н., Сыпин Е. В. Электроника и микропроцессорная техника: Курс лекций: [Для студентов спец.: 190900 «Информ.-измер. техника и технологии» и 654700 «Информ. системы»]. — Барнаул: Изд-во Алт. гос. техн. ун-та, 2000. — Т. 1: Электроника в приборостроении.
- Хмелев В. Н., Шалунов А. В., Сыпин Е. В. Электроника и микропроцессорная техника: курс лекций для студентов специальностей: 200106 «Информационно-измерительная техника и технологии», 230201 «Информационные системы и технологии». — Бийск: Изд-во Алтайского гос. технич. ун-та, 2008. — 308 с. — ISBN 978-5-9257-0126-3.
- Хмелев В. Н., Шалунов А. В., Шалунова А. В. Ультразвуковое распыление жидкостей: монография. — Бийск: Изд-во Алтайского гос. технич. ун-та, 2010. — 271 с. — ISBN 978-5-9257-0177-5.
- Хмелев В. Н., Шалунов А. В., Шалунова К. В. Ультразвуковая коагуляция аэрозолей: монография. — Бийск: Изд-во Алтайского гос. технич. ун-та, 2010. — 227 с. — ISBN 978-5-9257-0188-1.
- Хмелев В. Н., Хмелев С. С., Цыганок С. Н., Левин С. В. Источники ультразвукового воздействия. Особенности построения и конструкции: монография. — Бийск: Изд-во Алтайского гос. технич. ун-та, 2013. — 195 с. — ISBN 978-5-9257-0260-4.
- Хмелев В. Н., Хмелев С. С., Сливин А. Н., Абрамов А. Д. Ультразвуковая сварка термопластичных материалов: монография. — Бийск: Изд-во Алтайского гос. технич. ун-та, 2014. — 281 с. — ISBN 978-5-9257-0270-3.
- Хмелев В. Н., Попок В. Н. Смесевые конденсированные химические топлива на основе нитрата аммония. Принципы компановки и свойства: монография. — Бийск: Изд-во Алтайского гос. технич. ун-та, 2014. — 222 с. — ISBN 978-5-9257-0275-8.
- Хмелев В. Н., Шалунов А. В., Хмелев С. С., Цыганок С. Н. Ультразвук. Аппараты и технологии: монография. — Бийск: Изд-во Алтайского гос. технич. ун-та, 2015. — 688 с. — ISBN 978-5-9257-0297-0
- Хмелев В. Н., Шалунов А. В., Шалунова А. В. Ультразвук. Распыление жидкостей: монография. — Бийск: Изд-во Региональное отделение Алтайского края Общероссийской организации писателей "Общероссийское литературное сообщество", 2017. — 272 с. — 500 экз. — ISBN 978-5-9908164-9-7.
- Хмелев В. Н., Шалунов А. В., Голых Р. Н., Нестеров В. А. Ультразвук. Газоочистка: монография. — Бийск: Изд-во Алтайского гос. технич. ун-та, 2018.— 500 экз.— 534 с. — ISBN 978-5-9257-0319-9
- Хмелев В. Н., Шалунов А. В., Голых Р. Н., Нестеров В. А. . Ультразвук. Воздействие на системы с несущей жидкой фазой. — Бийск: Изд-во Алтайского гос. технич. ун-та, 2018.— 500 экз.— 275 с. —ISBN 978-5-9257-0321-9
- Хмелев В. Н., Барсуков Р. В., Генне Д. В., Абраменко Д. С., Барсуков А. Р. . Ультразвук. Принципы построения, алгоритмы и системы управления ультразвуковыми аппаратами . — Бийск: Изд-во Алтайского гос. технич. ун-та, 2021.— 500 экз.— 200 с. —ISBN 978-5-9257-0335-9

## Награды и признание
- Лучший молодой изобретатель Министерства машиностроения
- Лучший молодой изобретатель Алтайского края
- Лауреат премии Алтайского края в области науки и техники (2004, 2012)
- Заслуженный изобретатель Российской Федерации (2005)
- Лауреат премии Правительства РФ в области науки и техники (2005)
- Учёный года Алтайского государственного технического университета (2005)
- Лауреат конкурса «Инженер года» (2007)
- Почётный работник высшего профессионального образования Российской Федерации (2007)
- Серебряная медаль ВДНХ
- Серебряная медаль и диплом 3-го Московского Международного Салона инвестиций и инноваций
- Золотая медаль Международной выставки в г. Шэньян (Китай)
- Золотая медаль Сибирской ярмарки (Новосибирск)
- Бронзовая медаль Международной выставки изобретений, новых технологий и продуктов (Женева, Швейцария)
- Дипломы: в номинации «100 лучших изобретений России», Межрегиональной ассоциации «Здравоохранение Сибири», Межрегиональной ассоциации «Сибирское соглашение»
- Почётные грамоты: Министерства образования РФ, Администрации Алтайского края, Администрации города Бийска
- Благодарственное письмо Администрации и Совета народных депутатов Алтайского края.
- Победитель конкурса среди научных и научно — педагогических работников Алтайского края в номинации «Ученый года» по направлению «Естественные и технические науки» (2011 г.).
- Победитель ежегодного конкурса «Интеллектуальный капитал Алтая» в номинации «Профессор года» по направлению «Технические науки» (2016 г).
- Памятный знак «За заслуги перед АлтГТУ» (2017 г.).
- Юбилейная медаль «80 лет Алтайскому краю» (2017 г.)
- Победитель ежегодного конкурса «Интеллектуальный капитал Алтая» в номинации «Профессор года» по направлению «Технические науки» (2019 г)
- Медаль Императорского ордена Святой Анны (2019)
- Лауреат премии Губернатора Алтайского края в сфере промышленности имени Геннадия Викторовича Саковича (2020)
- Медаль «За вклад в реализацию государственной политики в области образования» (2021)
- Победитель ежегодного конкурса «Интеллектуальный капитал Алтая» в номинации «Профессор года» по направлению «Технические науки» (2023 г)
- Медаль Алтайского края «За заслуги в труде» (2024 г)